# GAdmintools
GAdmintools ist eine Sammlung von Software, die eine grafische Benutzeroberfläche für eine Auswahl von bestimmten Serverdiensten unter Linux bieten. Über die grafische Benutzeroberfläche kann der Anwender die Serverdienste konfigurieren, administrieren und Prozesse in Echtzeit überwachen.

## Zweck
Die grafischen Benutzeroberflächen der GAdmintools stellen eine Alternative dazu dar, die Serverdienste unmittelbar über die Kommandozeile zu bedienen.
Dies hilft vor allem Einsteigern, sich mit den Serverdiensten vertraut zu machen. Ihnen fällt eine gestützte Bedienung der Serverdienste, bei denen ihnen alle Optionen optisch vorgelegt werden, in der Regel leichter, als die ungestützte Handhabung über die Kommandozeile, bei der der Anwender die jeweiligen Befehle auswendig kennen muss. Allerdings bieten sie bezüglich des Monitorings auch fortgeschrittenen Anwendern einen Vorteil gegenüber der Kommandozeile. Als Beispiel hierfür sei GAdmin-ProFTPD genannt: Hiermit lassen sich bequem die aktuell eingeloggten User sowie deren Aktivitäten in Echtzeit grafisch darstellen und es ist möglich, z. B. mit der Maus mit wenigen Klicks handelnd einzugreifen. Dies alles ist zwar auch über die Kommandozeile möglich, allerdings erfordern diese Aktionen fundierte Kenntnisse des Serverdienstes ProFTPD sowie tiefer gehende Kenntnisse der Kommandozeilen-Programmierung.

## Verwendung & Installation
Die Tools sind in C / GTK geschrieben und somit unter grafischen Benutzeroberflächen lauffähig, die GTK+ unterstützen, z. B. Gnome und KDE.
Auf der Homepage des Projekts sind der Quelltext sowie fertige Installationspakete für verschiedene Distributionen verfügbar.
Die meisten GNU/Linux-Distributionen bieten in ihren Repositorys fertige GAdmintools-Pakete zur Installation an, z. B. Debian, Ubuntu oder Trisquel. Je nach Distribution werden dabei die Tools als Einzelpakete aufgeführt, oder die gesamte GAdmintools-Sammlung als Suite, im Sinne eines Meta-Pakets, weshalb die Repositories sowohl nach GAdmintools als auch mit den Namen der einzelnen Programme, z. B. GAdmin-ProFTPD durchsucht werden sollten. Originär sind die Werkzeuge jedoch eigenständige Programme, die ohne Weiteres einzeln installiert werden können.

## Bestandteile der Gadmintools-Sammlung
Aktuell existieren die folgenden Tools:
- GAdmin-DHCPD: Frontend für den DHCP-Server ISC DHCPD. Aktuelle Version: 0.5.2 vom 17. Januar 2011
- GAdmin-SAMBA: Frontend für den Datei- und Druckerserver sowie Windows-Domänencontroller Samba. Aktuelle Version: 0.3.4 vom 11. Juli 2012
- GAdmin-ProFTPD: Frontend für den FTP-Server ProFTPD. Aktuelle Version: 0.4.6 vom 2. Juni 2013
- GAdmin-BIND: Frontend für den DNS-Server BIND. Aktuelle Version: 0.2.5 vom 19. März 2010
- GAdmin-HTTPD: Frontend für den Webserver Apache. Aktuelle Version: 0.1.5 vom 28. November 2011
- GAdmin-SQUID: Frontend für den HTTP-Proxyserver Squid. Aktuelle Version: 0.1.4 vom 4. Juni 2012
- GAdmin-RSYNC: Frontend für den Datei-Backup- und Datei-Synchronisations-Server rsync sowie für dessen Client. Aktuelle Version: 0.1.8 vom 10. Juni 2013
- GAdmin-OpenVPN-Client: Frontend für den Client von OpenVPN. Aktuelle Version: 0.1.9 vom 16. Januar 2014
- GAdmin-OpenVPN-Server: Frontend für den Server von OpenVPN. Aktuelle Version: 0.1.6 vom 21. November 2011
- GAdmin-Sendmail: Frontend für Sendmail. Aktuelle Version: 0.0.4 vom 1. September 2010

## Fernadministration
Mit den GAdmintools können nicht nur auf der lokalen Maschine laufende Serverdienste administriert werden, sondern auch solche, die auf anderen Maschinen aktiv sind.
Hierzu wird über ssh ein Tunnel zu der zu administrierenden Maschine hergestellt.
So ist es zum Beispiel möglich, mit einem Rechner, auf dem ein X-Server läuft, mittels der GAdmintools mehrere entfernte Maschinen zu steuern und zu administrieren, auf denen kein X-Server (und folglich keine GAdmintools) läuft, sondern nur die jeweiligen Serverdienste.